# Amares
Amares là một huyện thuộc tỉnh Braga, Bồ Đào Nha. Huyện này có diện tích 82 km², dân số thời điểm năm 2001 là 18521 người.